# Зенит-2
Зенит-2 е украинска (и преди това съветска) ракета носител.
Първият полет е извършен на 13 април 1985 г. Изстрелвана е 37 пъти, от които 6 са провал. Член е на ракетното семейство „Зенит“. Създадена е от Конструкторско бюро „Южное“.
Изстрелванията на ракетата са осъществявани от космодрума Байконур, ракетна площадка 45/1. Построена е 2-ра ракетна площадка за тази ракета, означена 45/2. Втората площадка е използвана само 2 пъти преди да бъде разрушена от експлозия. Трета ракетна площадка в космодрума Плесецк е била започната, но не е довършена заради разпадането на СССР.
„Зенит-2“ е заменена от „Зенит-2М“, която има подобрения, добавени след разработването на ракета „Зенит-3СЛ“, и не е ясно дали ще бъде изстрелвана отново.
В края на 1990-те години „Зенит-2“ е предлагана за извършване на комерсиални полети. Само 1 полет е направен с изкуствени спътници „Глобълстар“, но той е неуспешен заради компютърна грешка, в резултат на която двигателят на 2-рата степен се изключва преждевременно.